# Череп (фільм)
Череп (англ. The Skull) — англійський фільм жахів 1965 року.

## Сюжет
Колекціонер езотерики, доктор Крістофер Мейтленд, купує незвичайний череп маркіза де Сада. Занадто скоро він виявляє, що череп впливає на нього, обертаючи на шаленого вбивцю.

## У ролях
| Актор          | Роль                      |
| -------------- | ------------------------- |
| Пітер Кашинг   | доктор Крістофер Мейтленд |
| Патрік Ваймарк | Ентоні Марко              |
| Джилл Беннетт  | Джейн Мейтленд            |
| Найджел Грін   | інспектор Вілсон          |
| Патрік Мегі    | поліцейський хірург       |
| Пітер Вудторп  | Берт Треверс              |
| Майкл Гоф      | аукціоніст                |
| Джордж Кулуріс | доктор Лонде              |
| Ейпріл Олріч   | француженка               |
| Моріс Гуд      | П'єр, френолог            |
| Анна Полк      | покоївка                  |
| Френк Форсайт  | суддя                     |
| Пол Стокман    | перших охоронець          |
| Джеффрі Чешир  | другий охоронець          |
| Джордж Гілсдон | поліцейський              |
| Джек Сілк      | водій                     |
| Крістофер Лі   | сер Метью Філліпс         |